# Antinoos Braschi

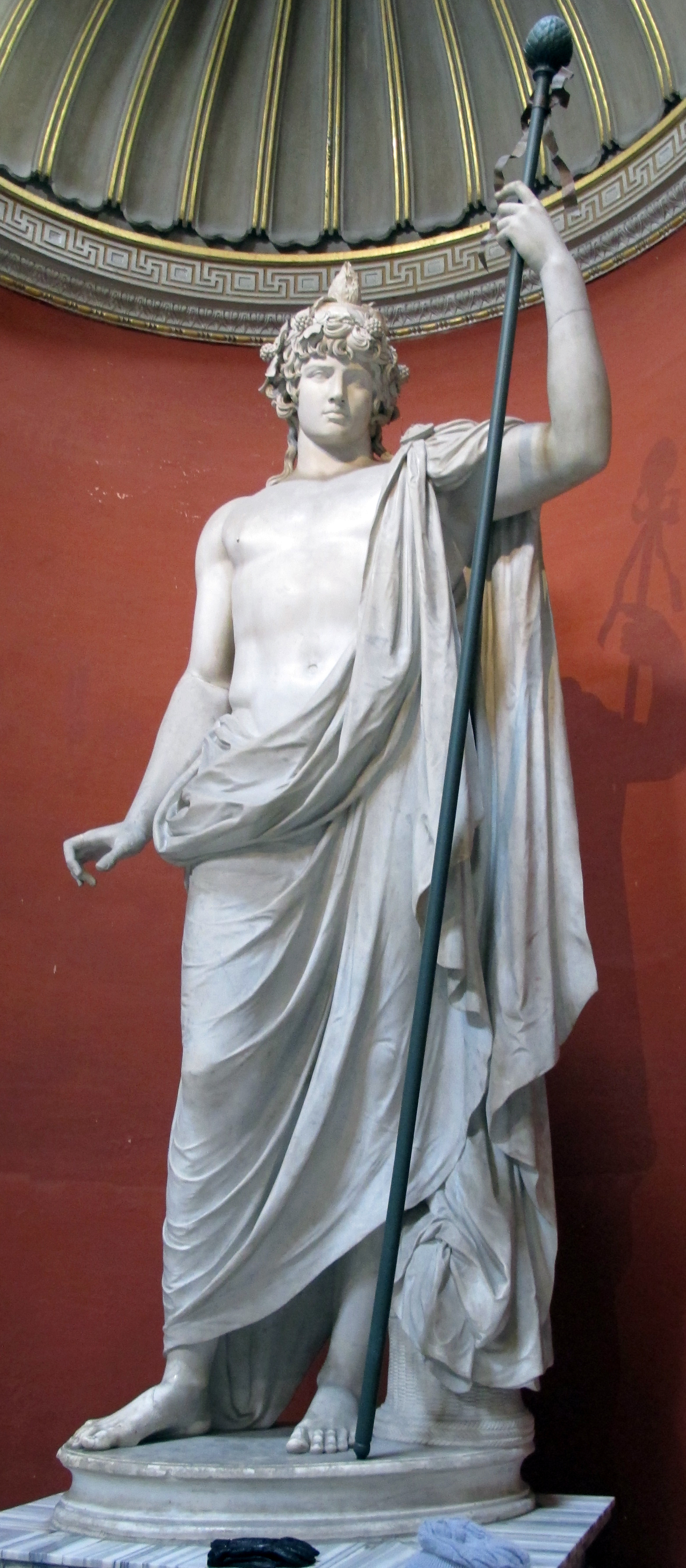
Statue des Antínoos Braschi

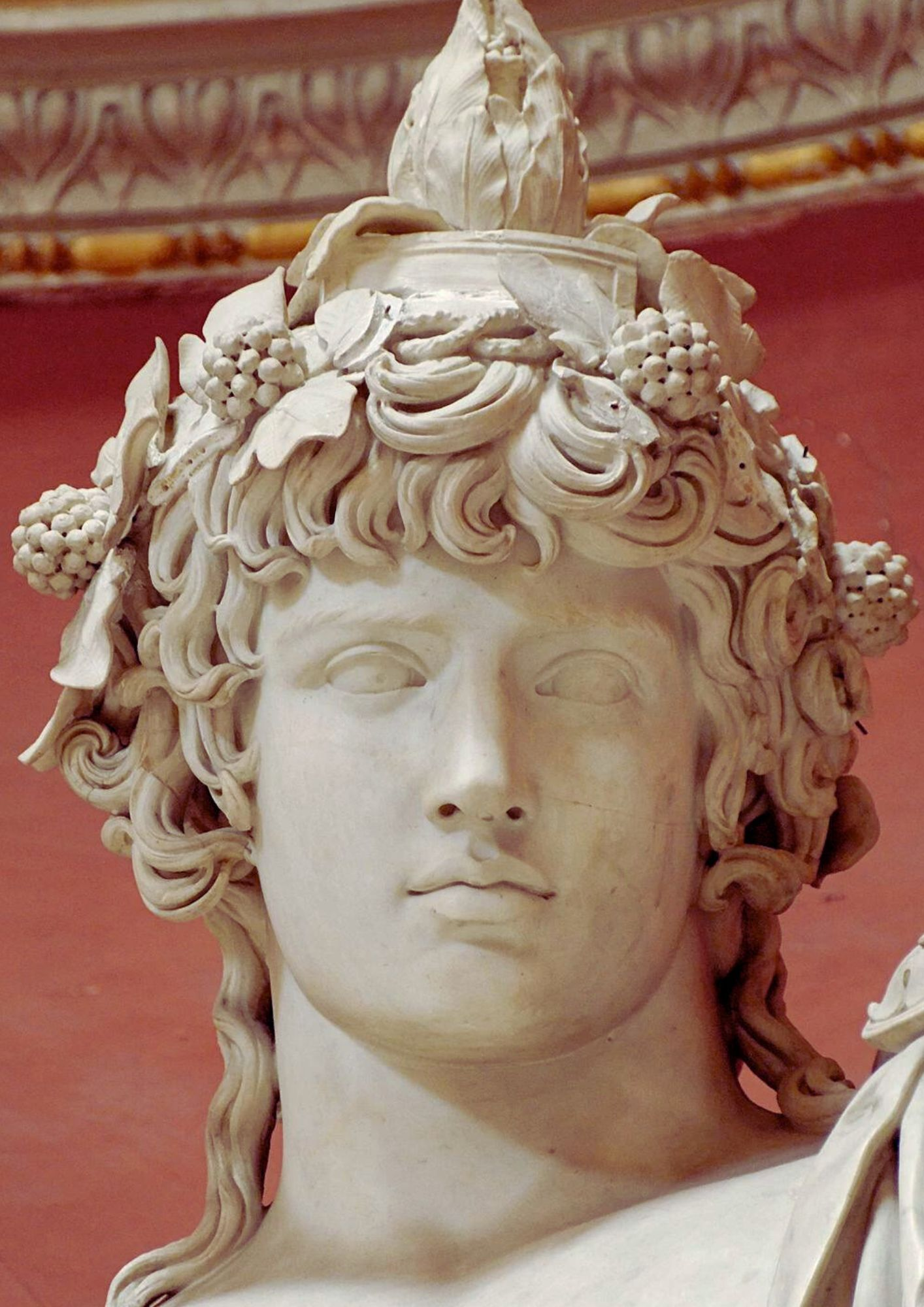
Kopf der Statue

Der Antinoos Braschi ist eine Marmorskulptur, die Antinoos († 130), den Günstling des Kaisers Hadrian (117–138 n. Chr.), darstellt.

## Geschichte
Die Skulptur wurde bei den Ausgrabungen in den Jahren 1792/93 entdeckt, die von Gavin Hamilton und Robert Fagan in der vermeintlichen Villa des Hadrian bei Palestrina durchgeführt wurden, in der sich zahlreiche Skulpturen fanden.
Der Bildhauer Giovanni Pierantoni war mit der Restaurierung der Statue betraut, später kam sie in den Besitz der Familie Braschi und wurde im Palazzo Braschi in Rom ausgestellt. Die Marmorstatue blieb dort bis 1844, als die Familie sie Papst Gregor XVI. verkaufte. Danach wurde sie in das Lateranmuseum überführt und 1863 von dort in die Vatikanischen Museen, wo sie in der Sala Rotonda ausgestellt ist.

## Beschreibung
Die Statue wurde nach dem Tod des Antinoos errichtet, der 130 n. Chr. im Nil ertrank und später von Kaiser Hadrian mit allen Ehren vergöttlicht wurde. Antinoos wird in großer Schönheit und Pracht dargestellt, so schön, dass er sogar mit einem Gott des Olymps verglichen werden könnte.
Die Statue wird mit Dionysos oder Osiris in Verbindung gebracht, was auf die Attribute zurückzuführen ist, die sie trägt. Auf dem Kopf trägt Antinoos ein Diadem mit Früchten, früher trug er einen Uräus (Kobra) oder eine Lotosblüte, aber bei der modernen Restaurierung wurden diese Elemente durch einen Kiefernzapfen ersetzt.